# Horace Tapscott

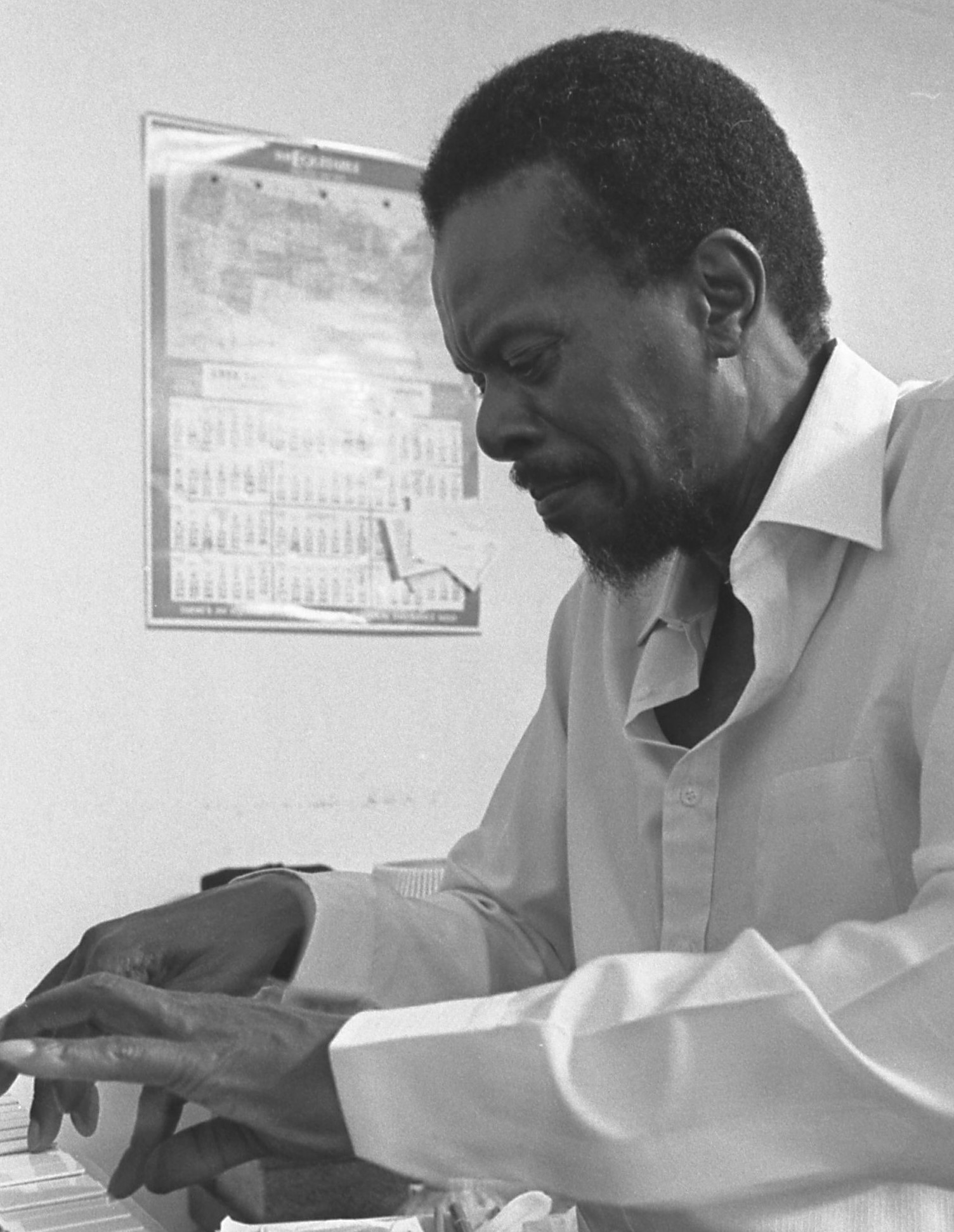
Horace Tapscott (1986)

Horace Elva Tapscott (* 6. April 1934 in Houston, Texas; † 27. Februar 1999 in Los Angeles) war ein US-amerikanischer Jazzpianist und -komponist, der einer der Gründer des Pan Afrikan Peoples Arkestra war.

## Leben und Wirken
Als Sohn der Jazzpianistin Mary Lou Malone lernte er mit sechs Jahren bei seiner Mutter Piano. Zwei Jahre später kam die Posaune hinzu. Mit seiner Familie zog er 1943 nach Fresno und schließlich nach Los Angeles, wo er zunächst in der High School Posaune studierte. Dort spielte er dann – gemeinsam mit Eric Dolphy und Frank Morgan – in den Bands von Dexter Gordon, Wardell Gray und Gerald Wilson. Während seiner Militärzeit 1953 bis 1957 spielte er in einem Army-Orchester in Wyoming Posaune und Baritonsaxophon. Von 1959 bis 1961 war er als Posaunist bei Lionel Hampton beschäftigt, konzentrierte sich aber aufgrund der Folgeprobleme eines schweren Autounfalls schließlich auf das Klavier. Ende 1961 gründete er mit Kollegen in Los Angeles das Pan African Peoples Arkestra, ein Ensemble von bis zu 35 Musikern, mit dem er Avantgarde Jazz spielte und zu dem zeitweise auch Red Callender, David Murray, Butch und Wilber Morris gehörten. Das Orchester hat bis heute Bestand. 1963 nahm er mit Lou Blackburn auf; auch arrangierte er zwei Alben für die damalige Sängerin (und spätere Black-Panther-Aktivistin) Elaine Brown und leitete die Aufnahmen.
Der Saxophonist Sonny Criss nahm seine Kompositionen auf dem Album Sonny’s Dream (Birth of the New Cool) (1968) auf. 1969 veröffentlichte Tapscott unter eigenem Namen bei Bob Thieles Flying Dutchman Records ein Quintett mit Arthur Blythe. Ab 1977 spielte er für Nimbus eine Reihe von Platten ein wie Dial "B" for Barbra, 1979 ein Trio mit Roy Haynes und Art Davis (In New York), später auch ein Quartett mit John Carter, Cecil McBee und Andrew Cyrille (The Dark Tree, 1990/91). Tapscotts eigenwilliger Musik wird erst seit den 1990er Jahren eine überregionale Anerkennung zuteil, die sich auch in Tourneen durch die USA und Europa und Aufnahmen mit europäischen Musikern wie Nelly Pouget und Michel Godard zeigte. Tapscott starb 1999 an Lungenkrebs; erst zu dieser Zeit erhielt sein Wirken mehr Aufmerksamkeit.
Tapscott künstlerischer Nachlass wird von der Bibliothek der University of California, Los Angeles, betreut. 2020 erschien aus dem Nachlass das 1976 entstandene Album Ancestral Echoes: The Covina Sessions, 1976, gefolgt von Legacies for Our Grandchildren: Live in Hollywood 1995 (2022).